# Бухтияров, Игорь Валентинович
Игорь Валентинович Бухтияров (род. 28 августа 1962, Кривой Рог, Днепропетровская область) — российский учёный, специалист в области сохранения профессионального здоровья и авиационной медицины, полковник медицинской службы (2001), Заслуженный деятель науки Российской Федерации (2010), доктор медицинских наук, профессор, академик РАН (2022).
Директор НИИ медицины труда имени академика Н. Ф. Измерова. Заведующий кафедрой медицины труда, авиационной, космической и водолазной медицины Первого МГМУ имени И. М. Сеченова (с 2017 года). Президент НКО «Ассоциация врачей и специалистов медицины труда».

## Биография
Родился 28 августа 1962 года в городе Кривой Рог.

## Научная деятельность
Специалист в области физиологии труда, профпатологии, авиационной медицины и военной эргономики.
Ведёт изучение механизмов деятельности сердечно-сосудистой и дыхательных систем, опорно-двигательного аппарата и сенсорных систем организма человека при воздействии интенсивного гравитационного стресса, в том числе импульсного характера и изменяющегося относительно тела результирующего гравито-инерционного вектора. Разработал концепцию «лимитирующих симптомов», которая позволила определить диапазоны переносимости гравитационного стресса импульсного и многовекторного характера, обосновал критерии нормы и патологии в этих условиях как для практически здоровых лиц, так и лиц с исходно изменённым функциональным состоянием здоровья и сниженными функциональными резервами.
Главный редактор журнала «Медицина труда и промышленная экология», член редколлегии журналов «Авиакосмическая и экологическая медицина», «Военно-медицинский журнал», «Гигиена и Санитария» и редакционного совета «Анализ риска здоровью».
Председатель диссертационного совета Д 001.012.01 по защите диссертаций на соискание учёной степени кандидата и доктора наук по специальности 14.02.04 (медицинские и биологические науки).
Под его руководством подготовлены 25 кандидатов и 3 доктора наук.

## Награды
- Медаль ордена «За заслуги перед Отечеством» 2-й степени;
- Заслуженный деятель науки Российской Федерации (2010)[5];
- Премия имени А. А. Ухтомского (РАН, 21 мая 2024) — за цикл работ «Физиологические основы современных интенсивных видов трудовой деятелбности».